# Tlaloc (Mythologie)

Tlaloc

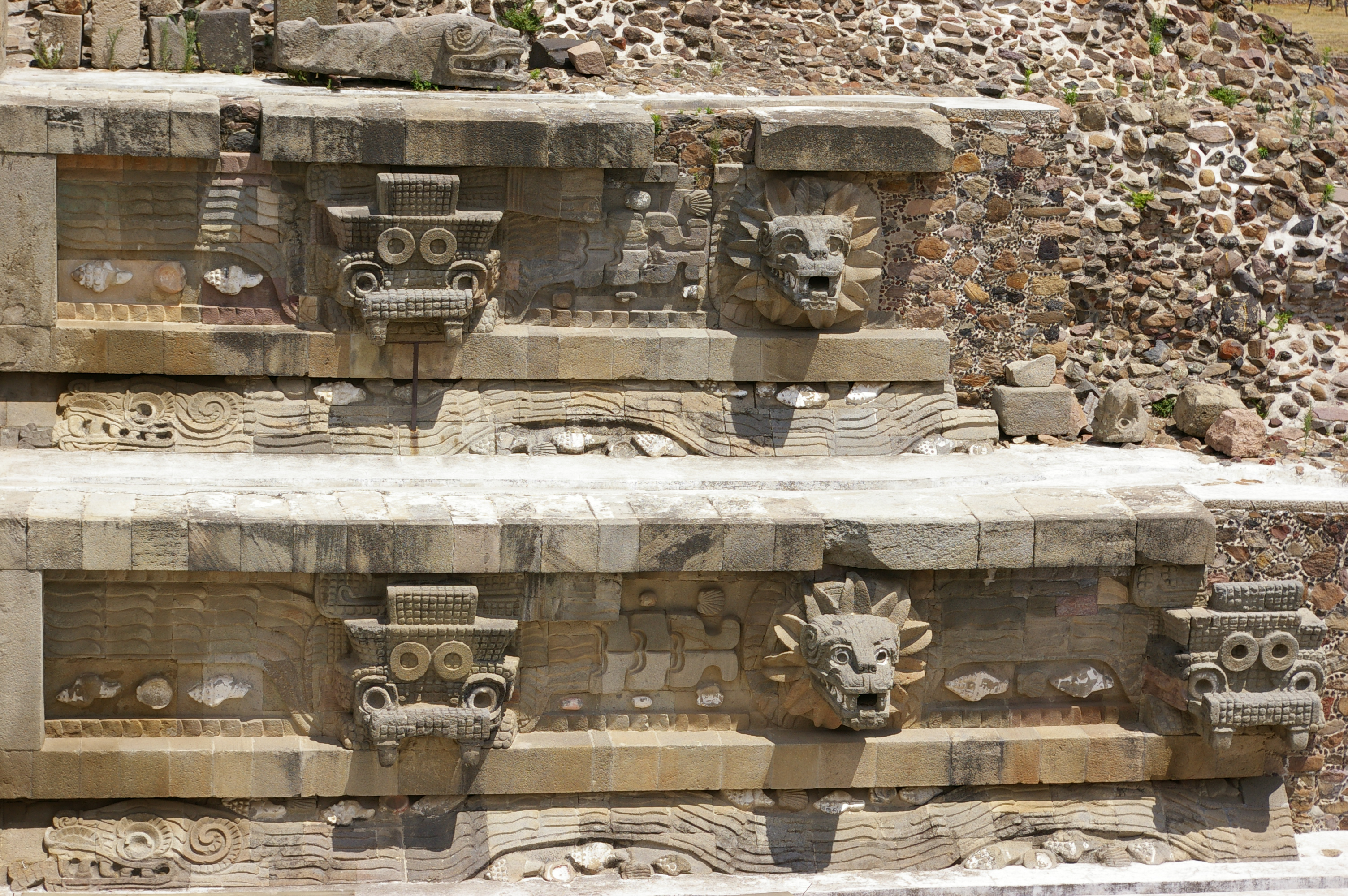
Teotihuacán – Tlaloc-Masken und Köpfe der 'Gefiederten Schlange' (Quetzalcoatl)

Tlaloc war eine der ältesten und wichtigsten Gottheiten des präkolumbischen Mesoamerika und dort der Regen- oder Wettergott. Er war in der Nahuatl-Sprache der Azteken und Totonaken auch unter dem Namen Nuhualpilli bekannt. Sein Äquivalent im Maya-Bereich war Chaac; im Gebiet der Zapoteken (Monte Alban) wurde er Cocijo genannt.  

## Darstellung
Darstellungen Tlalocs in Maskenform finden sich insbesondere auf den Außenwänden von Tempelpyramiden und in Codices. Keramiken mit seinem Antlitz sind eher selten. Er ist leicht an seiner kantigen Gesichtsform und an seinen Augen zu erkennen, die von einer Art eckiger Brille umrahmt sind. Sein Mund ist geöffnet und zeigt oft eine Reihe von verlängerten Zähnen (oft auch deutliche Eckzähne); manchmal hängt seine Zunge heraus. Auch in Guatemala (El Baúl) sind ähnliche Darstellungen zu finden, die möglicherweise auf die von Norden eingewanderten Pipilen oder aber aztekische Einflüsse zurückzuführen sind.

## Tlaloc in voraztekischen Kulturen
Die Spuren Tlalocs lassen sich möglicherweise bis zu den Olmeken zurückverfolgen – ob der voraztekische Name auch Tlaloc lautete, ist allerdings unbekannt. Verehrt wurde eine Gottheit mit ganz ähnlichem Aussehen in Teotihuacán; ob diese schon das gleiche Wirkungsspektrum abdeckte wie Tlaloc bei den 800 bis 1000 Jahre späteren Azteken, ist unklar.

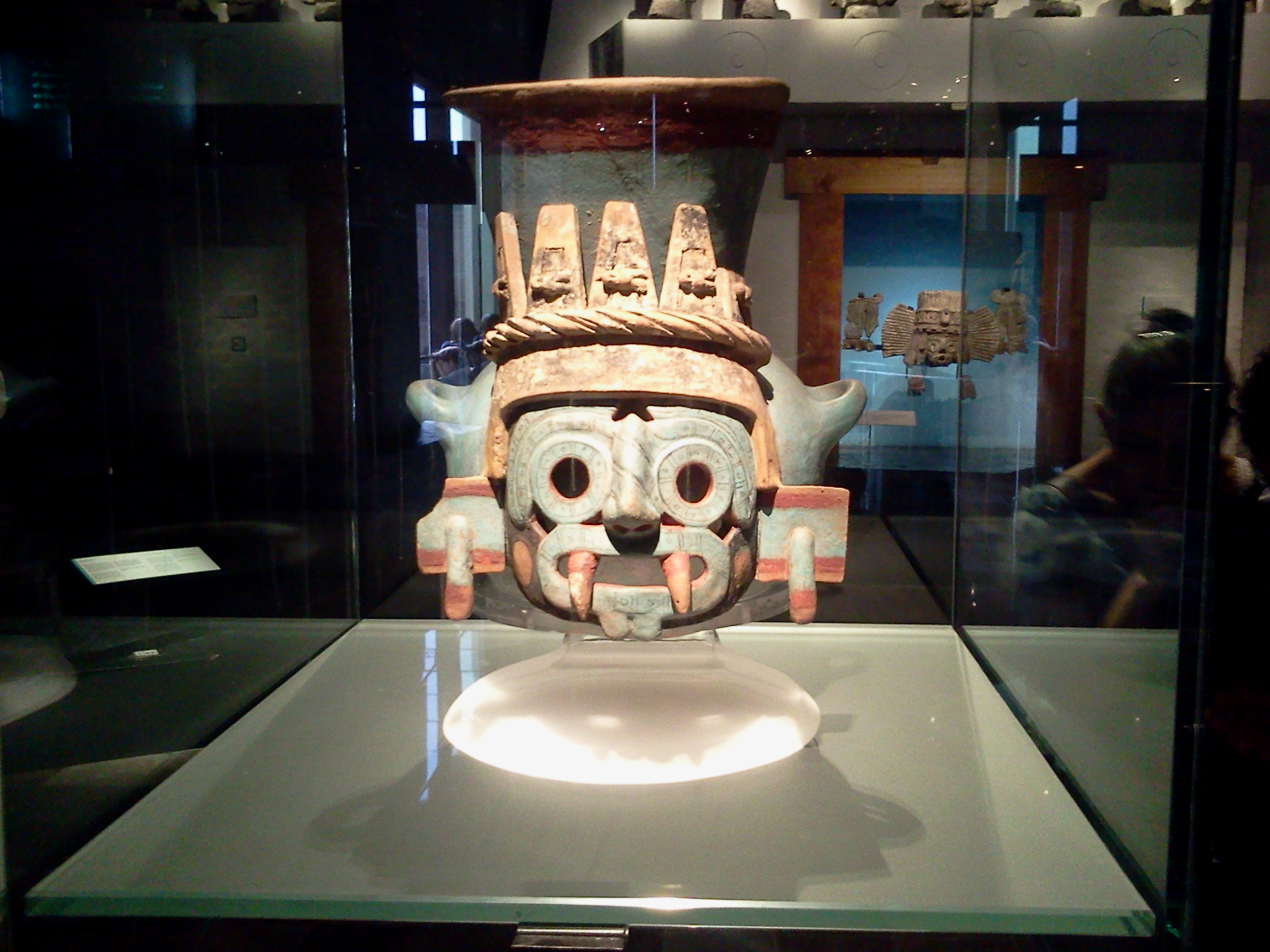
Tlaloc Vasija

## Tlaloc in der aztekischen Religion

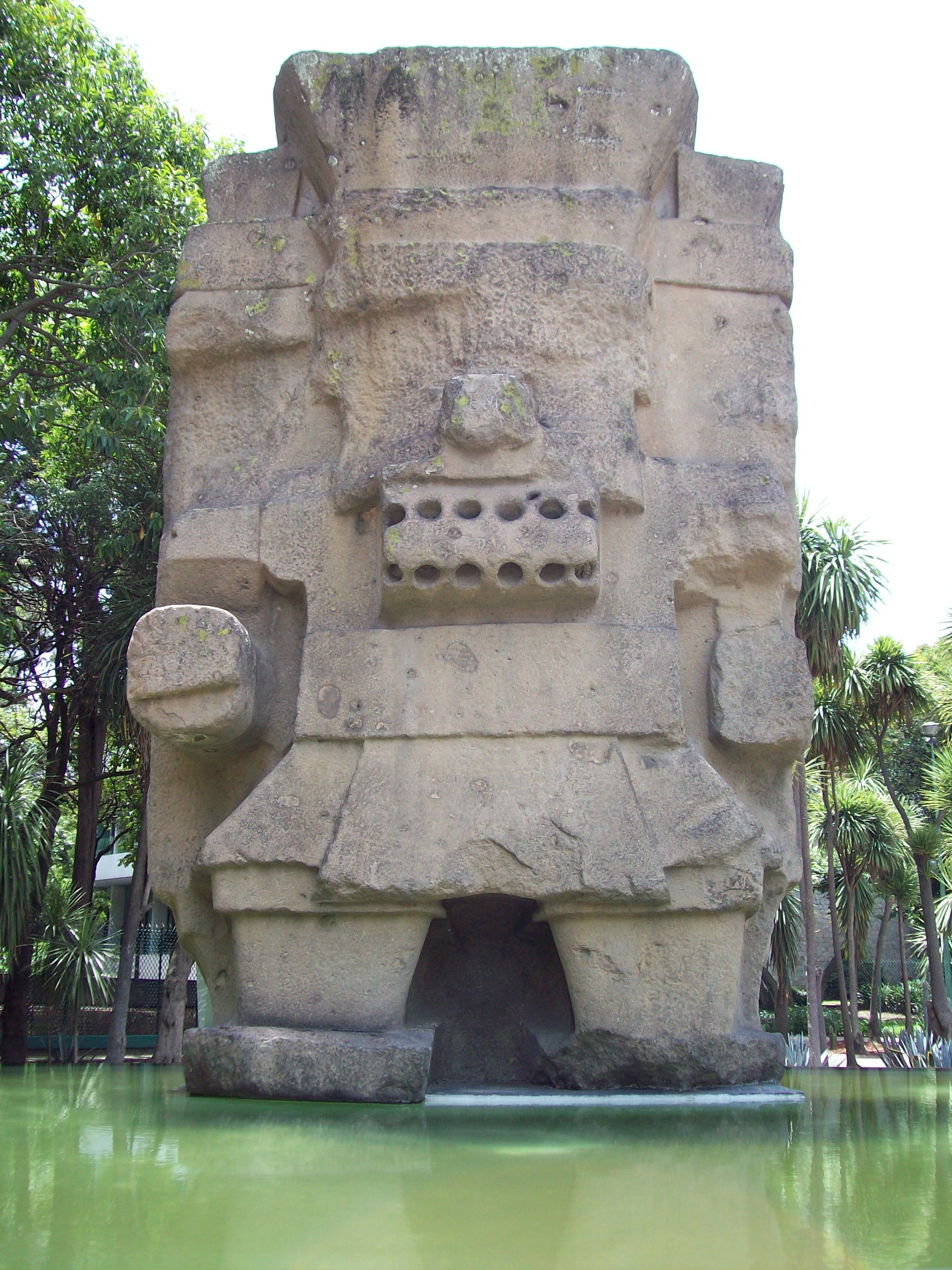
Tlaloc Statue – Die Darstellung Tlalocs als Ganzkörperstatue wäre einmalig; es gibt deshalb Zweifel, ob der hier dargestellte Gott tatsächlich Tlaloc ist.

Tlaloc war einer der bedeutendsten Götter des aztekischen Götterkreises. Er wird oft als Regengottheit bezeichnet, wurde von den Azteken aber generell mit allen Wetterphänomenen assoziiert: Regen, Hagel, Eis, Schnee, Stürmen (Hurricans), Wolken, Hochwasser, Dürre, Donner und Blitz. Er gilt aber auch als Urheber von Krankheiten, Kindbettfieber und dem plötzlichen Kindstod. Menschen, die durch ihn starben, kehrten in sein eigenes Paradies ein, das Tlalocan genannt wurde. Aufgrund dieser Machtfülle wurde er sowohl verehrt wie gefürchtet. Er konnte die Felder mit Regen segnen oder die Menschen mit Dürre strafen, er konnte Kriegszüge durch gutes Wetter begünstigen oder durch Stürme große Zerstörungen verursachen. Vielleicht wurde ihm durch die „Wetterempfindlichkeit“ der aztekischen Hauptstadt Tenochtitlán – aufgrund der Lage in einer Lagune des Texcoco-Sees, und aufgrund der Abhängigkeit der Metropole von der Landwirtschaft auf den sie umgebenden Chinampas – dort besondere Verehrung zuteil, indem man seinen Tempel gleichberechtigt neben dem des aztekischen Hauptgottes Huitzilopochtli auf der großen Tempelpyramide, dem Templo Mayor, errichtete.

## Opfer
Wie die meisten aztekischen Gottheiten verlangte auch Tlaloc Menschenopfer, die man ihm in verschiedener Form darbrachte, meist entweder auf umwölkten Berggipfeln oder durch Ertränken in Gewässern. Als Opfer wurden bevorzugt Kinder dargebracht. Weinten diese bei der Opferung, wurde dies als gutes Omen gewertet, da die Tränen den Regen symbolisierten. Im Frühjahr veranstalteten die Azteken zwei große Opferfeste (Atlcahualo und Tozoztontli) zu Ehren Tlalocs, in welchem sie ausreichend Regen erflehten.

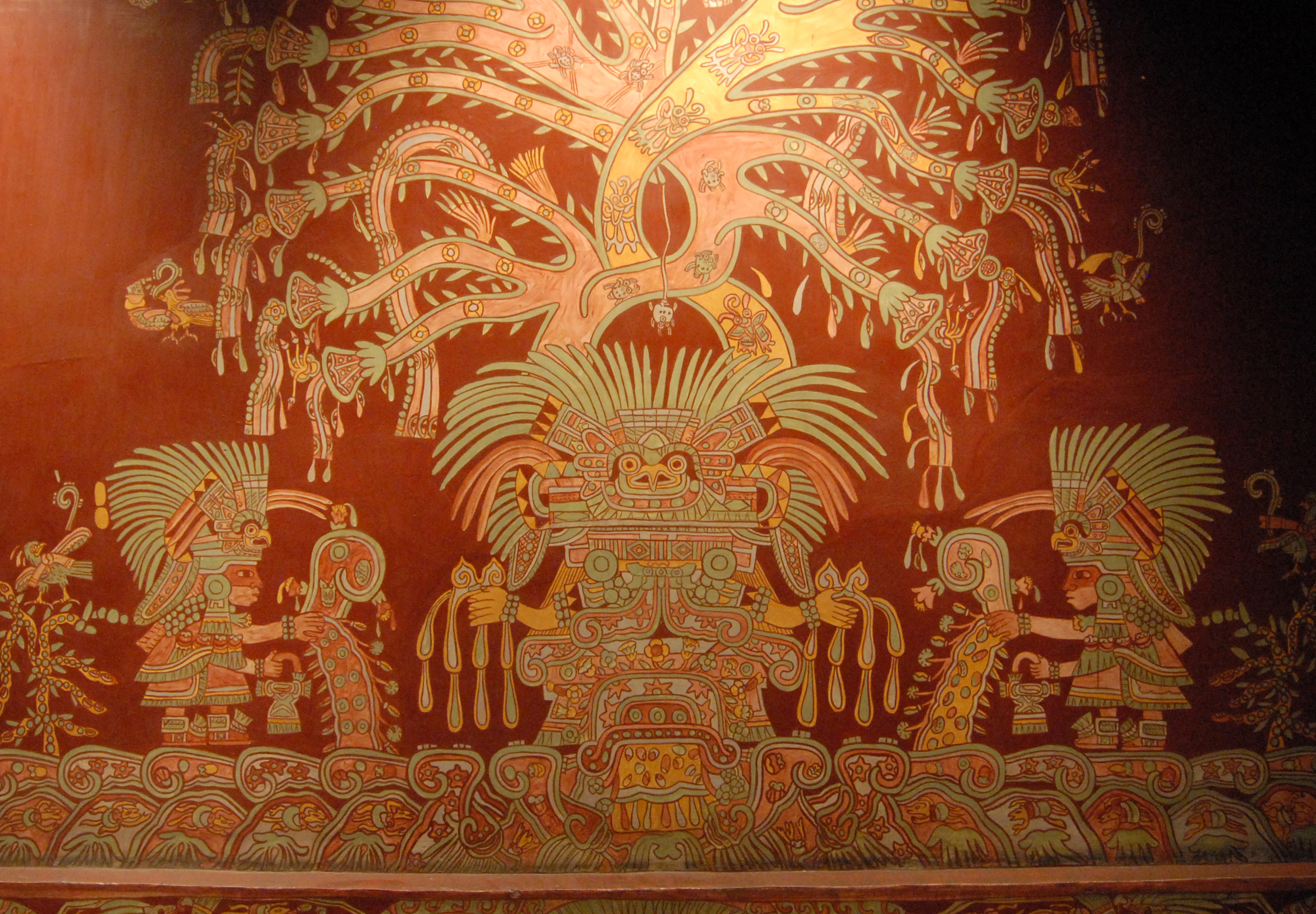
Tlalocan oder das „Paradies des Tlaloc“ in Teotihuacan. Aus schlangenartigen Blumen über einer Tlaloc-Maske und zu deren Seiten entspringt Regen

## Familie
Bei den Azteken hatte Tlaloc eine ältere Schwester mit Namen Huixtocihuatl. Er war in erster Ehe verheiratet mit Xochiquetzal („Blumenfeder“), die jedoch von Tezcatlipoca entführt wurde. Später wurde Chalchiuhtlicue Tlalocs Gemahlin, die Göttin des Wassers; mit ihr hatte er einen Sohn namens Tecciztecatl.

## Tlalocan
Tlaloc war der Herrscher des 4. Himmels. Die Azteken beschrieben diesen als Paradies des ewigen Frühlings, des Überflusses und der Freude. Man stellte sich vor, dass Krieger, Ertrunkene oder die zu seinen Ehren geopferten hier ein ewiges Leben erwartete. Ein Wandgemälde des 'Paradies des Tlaloc' findet sich in Teotihuacán; eine Kopie ist im Museo Nacional de Antropología in Mexiko-Stadt zu sehen.

## Bilder

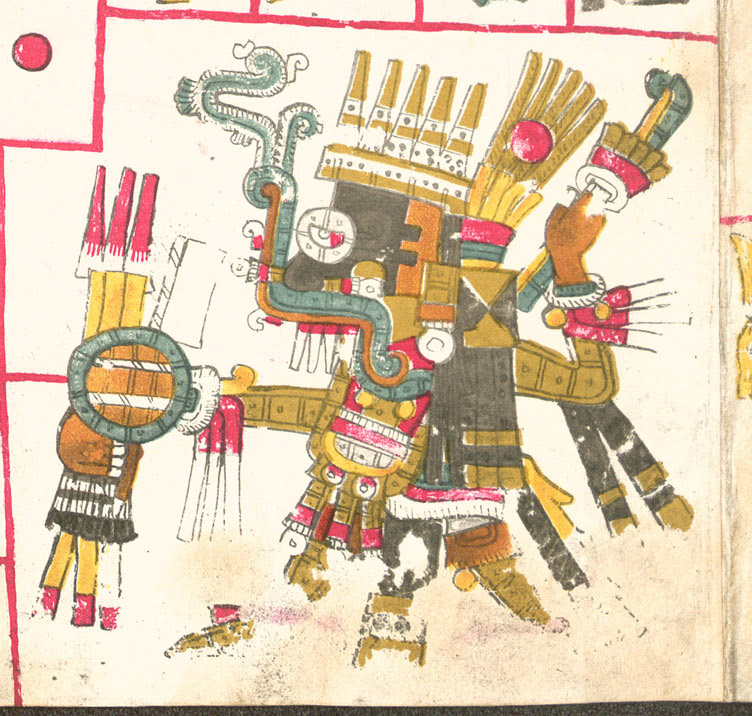
Tlaloc – Codex Borgia
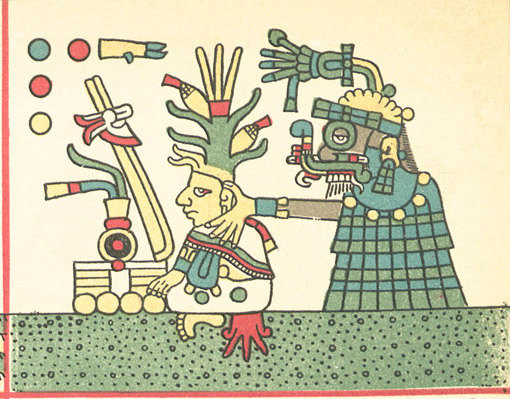
Tlaloc – Codex Fejérváry-Mayer
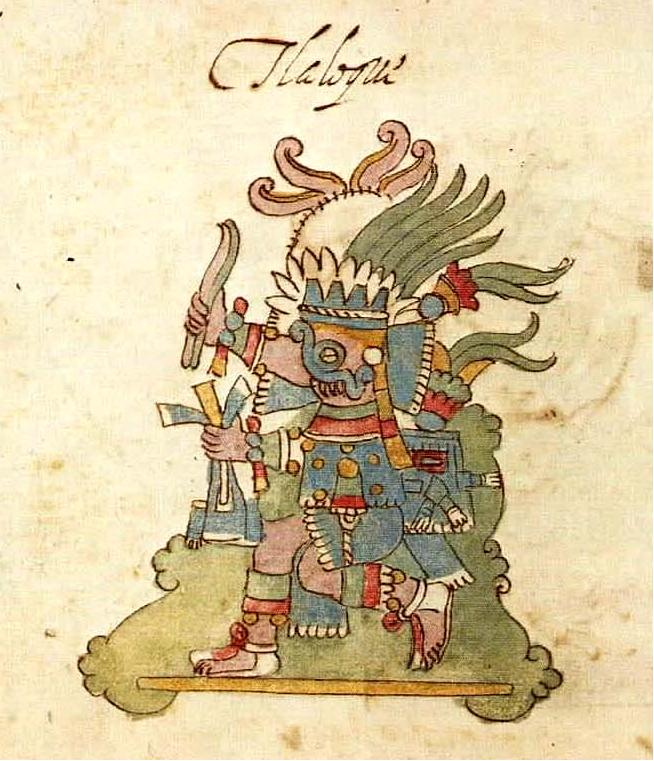
Tlaloc – Codex Rios (16. Jh.)
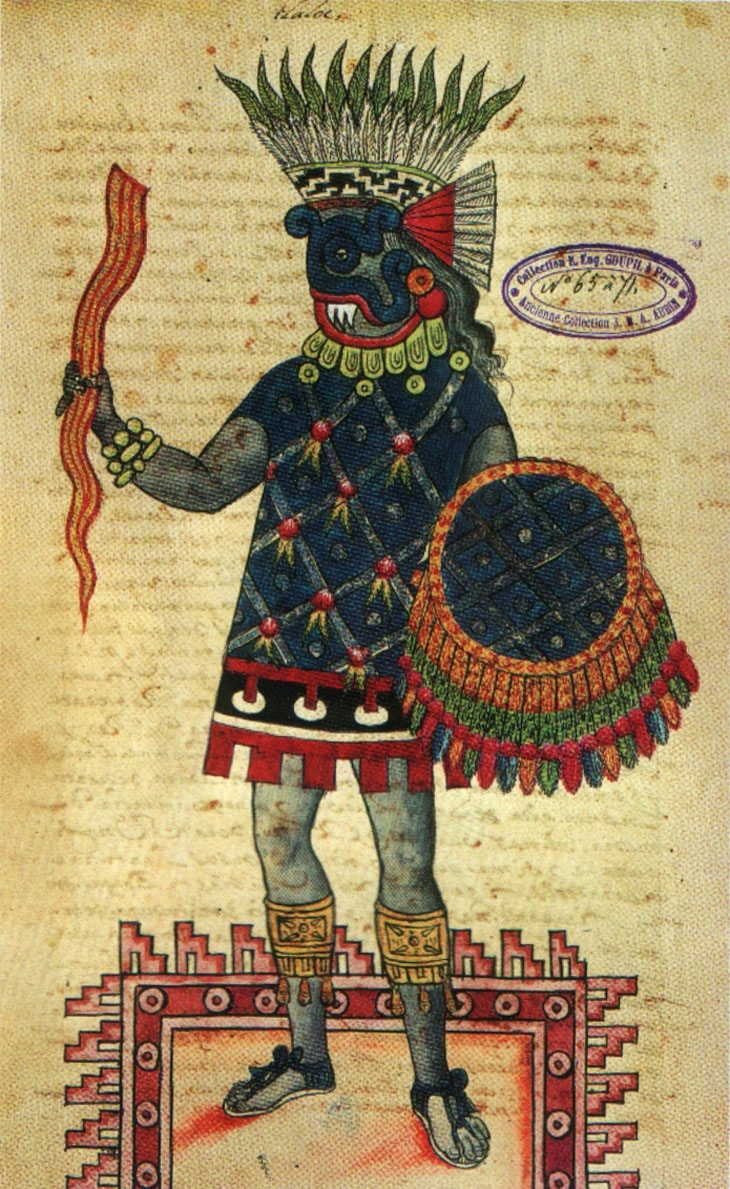
Tlaloc – Sammlung E. Eugène Goupil (17. Jh.)